# Leon Połoński
Leon Połoński (ros. Леонид Александрович Полонский; ur. 1833, zm. 1913) – rosyjski publicysta liberalny, prozaik, dziennikarz, felietonista, wydawca działający w Petersburgu.

## Życiorys
Urodził się w polskiej rodzinie szlacheckiej w pobliżu Wilna. Po ukończeniu studiów na wydziale nauk kameralnych będącego częścią wydziału prawa Uniwersytetu Petersburskiego podjął służbę w kancelarii Ministerstwa Wojny, a potem w Ministerstwie Oświaty. W tym czasie był równocześnie publicystą. W 1861 roku prowadził dział polityki zagranicznej w organie Ministerstwa Wojny „Ruskij inwalid” (ros. „Русский инвалид”). Od 1862 roku zajął się już wyłącznie publicystyką. W latach 1862–1863 pisał w „Sowriemiennoje słowo” (ros. „Современное слово”), w latach 1864–1865 pisał w „Sankt-Pietierburgskije wiedomosti” (ros. „Санкт-Петербургские ведомости”), a w latach późniejszych w „Gołos” (ros. „Голос”), w „Głasnyj sud” (ros. „Гласный суд”), w „Syn otieczestwa” (ros. „Сын отечества”). Z uwagi na znajomość wielu języków początkowo zajmował się polityką międzynarodową, a następnie także polityką rosyjską, historią, gospodarką i literaturą. Pisał felietony opisujące codzienne życie mieszkańców Petersburga. 
Obok wielu innych, związany był z rosyjskim czasopismem „Wiestnik Jewropy” (ros. „Вестник Европы”), gdzie w latach 1867–1880 prowadził dział spraw wewnętrznych. Po 1880 roku założył własną liberalną gazetę „Strana” (ros. „Страна”), lecz po dwukrotnej interwencji cenzury została ona w 1883 roku zamknięta. 
Publikował prozę i już debiutanckie opowiadanie Trzeba żyć (Надо жить) z 1878 roku wzbudziło uznanie znanego pisarza Iwana Turgieniewa. W 1884 roku ukazał się zbiór jego utworów zatytułowany W wolnej chwili (На досуге). 
W okresie późniejszym Połoński podejmował częściej tematykę polską w obszernych artykułach, w tym opisywał twórczość Mickiewicza (w 1896 roku „Mickiewicz w literaturze rosyjskiej” ros. „Мицкевич в русской литературе”) i Słowackiego (w 1899 roku „Juliusz Słowacki” ros. „Юлий Словацкий”). W 1906 roku opublikował też pracę „Współczesna polska powieść” (ros. „Современный польский роман”). Pod koniec lat 80. XIX wieku zaczął pisać po polsku w wydawanym w Petersburgu polskim konserwatywnym piśmie „Kraj”, z którym od 1896 roku czynnie współpracował. W 1909 roku wziął udział w organizowaniu „Dziennika Petersburskiego”, który był pierwszą polską gazetą codzienną w Petersburgu. 
Twórczość Połońskiego jest rozproszona i nie do końca rozpoznana, ponieważ często swoje teksty publikował pod ciągle zmieniającymi się pseudonimami lub anonimowo.